# Interpretació del Coneixement
El manuscrit conegut com a Interpretació del Coneixement és un text gnòstic que s'ha conservat en una traducció en llengua copta en el primer text del Còdex XI dels Manuscrits de Nag Hammadi trobats el 1945. Estava escrit originàriament en grec com es demostra per característiques lingüístiques de l'obra, però no s'ha conservat el llibre en aquesta llengua.

## Contingut
L'obra s'inclou en els textos originaris del corrent gnòstic conegut com a Valentinisme, fundat per Valentí, que va morir després del 155. El manuscrit està molt malmès i s'ha perdut bona part del text, Se n'han reconstruït fragments que presenten importants llacunes, i moltes pàgines no són gens clares. El text parla de les tensions internes entre diversos membres d'una comunitat cristiana.
El Valentinisme va ser el moviment més estès i influent del gnosticisme en l'antiguitat romana. Tenien comunitats importants a les ciutats d'Alexandria, Antioquia i especialment a Roma. A partir de la segona meitat del segle ii, les seves opinions van ser combatudes pels Pares de l'Església com ara Ireneu de Lió i Justí. Els valentinians al contrari d'altres corrents gnòstics, sempre van voler formar part de l'Església catòlica. Se sap que a durant el segle II Florí, un dels valentinians més conegut, va ser ordenat sacerdot per Víctor I, el bisbe de Roma.
El llibre descriu una congregació cristiana on conviuen gnòstics i ortodoxos, cosa que els separa en dos grups enfrontats. Els gnòstics reivindiquen la possessió de regals espirituals (charismata), com ara el do de la profecia i la capacitat de parlar a la congregació. L'altra sector de la comunitat, els no gnòstics, se senten menystinguts. El redactor del text descriu diverses visions que són clarament valentinistes. Explica l'origen celestial de Crist i s'hi troben semblances amb altres textos, com ara l'Evangeli de la Veritat. El text parla de l'origen celestial del cos de Crist. L'autor intenta reconciliar els dos sectors dels fidels i demana que cadascú accepti el do de fe que Déu li ha donat i que no tingui gelosia de ningú. Insta als gnòstics a que considerin el no gnòstics com a membres més ignorants dins de la comunitat. Fa servir fragments d'Epístoles Paulines en especial la Primera carta als Corintis, on Pau demana la reconciliació entre els membres del grup que tenen opinions diferents.
L'autor busca també introduir una certa jerarquia en la congregació. Fa una analogia amb el cos humà i diu que els que són espiritualment menys avançats, ala quals compara amb un dit, també formen part d'un cos que també inclou als que són més avançats espiritualment, que formarien la mà.
Fins a la meitat del segle II encara era possible que els cristians gnòstics i no gnòstics visquessin junts en una sola comunitat. El text diu que el lideratge del grup el portaven persones carismàtiques, i no estaven sotmesos a l'autoritat del bisbe.